# کارینا شولتر
کارینا شولتر (انگلیسی: Carina Schlüter؛ زادهٔ ۸ نوامبر ۱۹۹۶) بازیکن فوتبال اهل آلمان است.
از باشگاه‌هایی که در آن بازی کرده‌است می‌توان به باشگاه فوتبال بوخوم اشاره کرد.
وی همچنین در تیم‌های ملی فوتبال Germany women's national youth football team, Germany women's national under-19 football team, Germany women's national under-20 football team، و زنان آلمان بازی کرده‌است.